# Winifred Jordan
Winifred Jordan (Winifred Sadie „Winnie“ Jordan, geb. Jeffrey; * 15. März 1920 in Kings Norton, Birmingham; † 13. April 2019) war eine britische Sprinterin.
1938 gewann sie bei den British Empire Games in Sydney mit der englischen 440-Yards-Stafette Bronze und mit der englischen 660-Yards-Stafette Silber.
Bei den Leichtathletik-Europameisterschaften 1946 in Oslo holte sie Silber über 100 m sowie 200 m und kam in der 4-mal-100-Meter-Staffel mit der britischen Mannschaft auf den vierten Platz.
1948 erreichte sie bei den Olympischen Spielen in London über 100 m das Halbfinale.
Viermal wurde sie Englische Meisterin über 100 m (1937, 1945, 1947, 1948) und je einmal über 200 m (1945) sowie über 440 Yards (1945).

## Persönliche Bestzeiten
- 100 m: 12,0 s, 1. August 1937, Berlin
- 200 m: 25,1 s, 12. Juli 1947, London

## Nachweise
1. ↑  Nachruf In: thetimes.co.uk. The Times, 3. Mai 2019, abgerufen am 4. Mai 2019.

| Personendaten    | Personendaten                                             |
| ---------------- | --------------------------------------------------------- |
| NAME             | Jordan, Winifred                                          |
| ALTERNATIVNAMEN  | Jordan, Winifred Sadie; Jeffrey, Winifred; Jordan, Winnie |
| KURZBESCHREIBUNG | britische Sprinterin                                      |
| GEBURTSDATUM     | 15. März 1920                                             |
| GEBURTSORT       | Kings Norton, Birmingham                                  |
| STERBEDATUM      | 13. April 2019                                            |